# Pajusti
Pajusti is een plaats in de Estlandse gemeente Vinni, provincie Lääne-Virumaa. De plaats heeft 617 inwoners (2021) en heeft de status van groter dorp of ‘vlek’ (Estisch: alevik).
Pajusti is de hoofdplaats van de gemeente Vinni.

## Faciliteiten
Pajusti en het nabijgelegen Vinni hebben een gemeenschappelijke school. Tot in 1988 was het een basisschool, sinds dat jaar een middelbare school, het Vinni-Pajusti Gümnaasium. De school staat in Vinni.
Tussen 1951 en 1991 stond in Pajusti het hoofdkantoor van een grote collectieve boerderij (kolchoz), de Eduard Vilde nimeline kolhoos, genoemd naar de schrijver Eduard Vilde (1865-1933). In 1965, zijn honderdste geboortejaar, liet de kolchoz in Pajusti een standbeeld van de schrijver neerzetten, vervaardigd door de beeldhouwer August Vomm.
Bij het gemeentehuis staat een replica van een stoommachine.